# One (RIP SLYMEの曲)
「One」（ワン）は、RIP SLYMEの楽曲で、2001年10月11日に発売された3枚目のシングル。
「STEPPER'S DELIGHT」「雑念エンタテインメント」『FIVE』で続いていた、赤塚不二夫のスタジオであるフジオプロダクションによる、メンバーが『天才バカボン』風にアレンジされたイラストのジャケットは本作から使用されていない（後に発売されたベスト・アルバム『グッジョブ!』などで復活した）。

## 収録曲
- 全作詞：RYO-Z, ILMARI, PES, SU

1. One
作曲：PES
2. Today
作曲：PES
3. Re-fresh (Fresh-non Remix)
作曲：DJ FUMIYA / Remixed by dj non

## クレジット
- RIP SLYME
  - RYO-Z：MC
  - ILMARI：MC
  - PES：MC, Additional Vocal (#3)
  - SU：MC
  - DJ FUMIYA：DJ

One
- 加藤薫：Acoustic Guitar
- ナスノミツル：Bass
- Recorded & Mixed by 松田直 (at Digi-Toga, Warner recording studio, Free studio Yotsuya)
- Mastered by Stuart Hawkes (at Metropolis studio London)

Today
- Recorded & Mixed by 松田直 (at Digi-Toga, Warner recording studio, Free studio Yotsuya)
- Mastered by Stuart Hawkes (at Metropolis studio London)

Re-fresh (Fresh-non Remix)
- Recorded & Mixed by 大西慶明 (at Alive recording studio)
- Mastered by 小泉由香 (at orange)

## 収録アルバム
オリジナル
- 『TOKYO CLASSIC』 (#1)

ベスト
- 『グッジョブ!』 (#1)
- 『グッジョブ!CHRISTMAS EDITION』 (#1)
- 『BAD TIMES』 (#2)